# Any Man of Mine
Any Man of Mine è un singolo della cantante canadese Shania Twain, pubblicato nel 1995 ed estratto dall'album The Woman in Me.

## Descrizione
La canzone è stata scritta dalla stessa artista con Robert John "Mutt" Lange e prodotta da quest'ultimo.
Essa ha ricevuto due candidature ai Grammy Awards 1996 nelle categorie "Best Country Song" (Miglior canzone country") e "Best Female Country Vocal Performance" (Miglior interpretazione vocale country femminile).

## Video musicale
Il video musicale è stato diretto da John Derek e Charley Randazzo ed è stato girato a Santa Ynez (California).

## Tracce
- CD (UK)

1. Any Man Of Mine — 4:06
2. Raining On Our Love — 4:38
3. God Ain't Gonna Getcha For That — 2:44
4. Still Under The Weather — 3:06

- CD (Europa)

1. Any Man Of Mine — 4:06
2. Still Under The Weather — 3:06